# إدغاردو رويز
إدغاردو رويز (بالإنجليزية: Edgardo Ruiz)‏ هو لاعب البولنغ ‏ أمريكي، ولد في 1958.